# خطة هروب (فلم)
خطة هروب (بالإنجليزية: Escape Plan) هو فيلم حركة أُصدر في الولايات المتحدة سنة 2013.

## طاقم التمثيل
- سيلفستر ستالون
- أرنولد شوارزنيجر

## القصة
راي بريسلن (سيلفستر ستالون) مهندس ماهر وعبقري يتم الزج به في أحد السجون شديدة الحراسة. راي بريسلن قام بتصميم العديد من السجون وحفظ عن ظهر قلب الثغرات في تلك السجون. وحيث أن السجن الذي سُجن فيه هو أيضا من تصميمه فقرر ان يقوم بالهروب منه والانتقام من مَن زج به خلف القضبان. سوان روتماير (أرنولد شوارزنيجير) زميل راي بريسلن في السجن ويتكاتف معه من اجل تنفيذ خطه الهروب سويا.

## الميزانية والإيرادات
بلغت تكلفة إنتاج الفيلم حوالي 50 مليون دولار بينما حقق إيرادات تقدر بـ 122,926,988 دولار.

## روابط خارجية
- مقالات تستعمل روابط فنية بلا صلة مع ويكي بيانات